# (100539) 1997 EN13
(100539) 1997 EN13 es un asteroide perteneciente al cinturón de asteroides, descubierto el 3 de marzo de 1997 por el equipo del Spacewatch desde el Observatorio Nacional de Kitt Peak, Arizona, Estados Unidos.

## Designación y nombre
Designado provisionalmente como 1997 EN13.

## Características orbitales
1997 EN13 está situado a una distancia media del Sol de 3,067 ua, pudiendo alejarse hasta 3,461 ua y acercarse hasta 2,674 ua. Su excentricidad es 0,128 y la inclinación orbital 5,972 grados. Emplea 1962,68 días en completar una órbita alrededor del Sol.

## Características físicas
La magnitud absoluta de 1997 EN13 es 15,4. Tiene 3,057 km de diámetro y su albedo se estima en 0,157. 